# سیمون هوهانیسیان
سیمون بارگئوی هوهانیسیان (ارمنی: Սիմոն Պարգևի Հովհաննիսյան؛ زادهٔ ۱۶ ژانویهٔ ۱۹۴۰) آهنگساز اهل ارمنستان است.

## زندگی‌نامه
وی در ۱۶ ژانویه ۱۹۴۰ در ایروان به دنیا آمد و از کنسرواتوار دولتی کومیتاس ایروان فارغ‌التحصیل شد. وی برنده جوایزی همچون مدال موسس خورناتسی (۲۰۱۰) است.